# Adenine
Adenine, benannt nach der Nukleinbase Adenin, ist eine Skriptsprache, welche im Rahmen des Haystack- und Oxygen-Projekts vom MIT Computer Science And Artificial Intelligence Laboratory (CSAIL) in Zusammenarbeit mit NTT entwickelt wird.
Ein wesentliches Merkmal von Adenine ist, dass diese Sprache native Unterstützung für das RDF besitzt. Die Sprachkonstrukte von Adenine sind an Python und LISP angelehnt. Die Sprache selbst wird in RDF abgebildet und kann somit einerseits mit verschiedenen RDF basierten Syntaxen wie N3 dargestellt und geschrieben werden, sowie andererseits wie RDF erweitert werden.
Adenine ist aufgrund der Spezialisierung auf RDF eine domänenspezifische Sprache (DSL). Das Datentypsystem entspricht dem von RDF und XML Schema, kann jedoch prinzipiell erweitert werden. Als Skriptsprache ist Adenine plattformunabhängig.